# 2009 aux Îles Salomon
Cet article présente les faits marquants de l'année 2009 aux Îles Salomon.

## Évènements
- Mercredi 29 avril 2009 : lancement de Commission de la vérité et de la réconciliation, visant à promouvoir la réconciliation à la suite des violences inter-ethniques entre 1997 et 2003[1].

- Jeudi 8 octobre 2009 : une alerte au tsunami est déclenchée dans le Pacifique sud après trois séismes successifs, d'une magnitude de 7,8 puis de 7,7 et 7,3, survenus entre les archipels du Vanuatu et les îles Salomon. Une quatrième secousse de magnitude 7 avait été ressentie dans l'après-midi.

- Vendredi 9 octobre 2009 : un séisme d'une magnitude de 6,4 a frappé ce matin les îles Santa Cruz. La secousse a eu lieu à 315 kilomètres au nord-ouest de Luganville (île d'Espiritu Santo, archipel du Vanuatu), et à une profondeur de 9,4 kilomètres.